# Eystfelli
Eystfelli är en udde i Färöarna (Kungariket Danmark).   Den ligger i sýslan Norðoyar, i den nordöstra delen av landet, 40 km nordost om huvudstaden Tórshavn. Eystfelli ligger på ön Fugloy.
Terrängen inåt land är kuperad.  Närmaste större samhälle är Viðareiði, 14,6 km väster om Eystfelli. 